# 天使之后圣殿 (吉朗)
38°09′10″S 144°21′38″E / 38.15278°S 144.36056°E
天使之后圣殿（英語：St. Mary of the Angels Basilica）是一座罗马天主教宗座圣殿，位于澳大利亚维多利亚州吉朗。 
目前的哥特复兴建筑于1937年建成后，该堂名列澳洲第四高教堂（不含主教座堂）。2004年，教廷将其升为澳洲第五座宗座圣殿。  
该堂也是吉朗最高建筑和主要地标。